# Thambetochen
Thambetochen és un gènere extint d'ànec, pertanyent al grup extint conegut com moa-nalo. Comprèn dues espècies, el moa-nalo de Maui Nui (T. chauliodous) i el més petit moa-nalo d'Oahu (T. xanion).

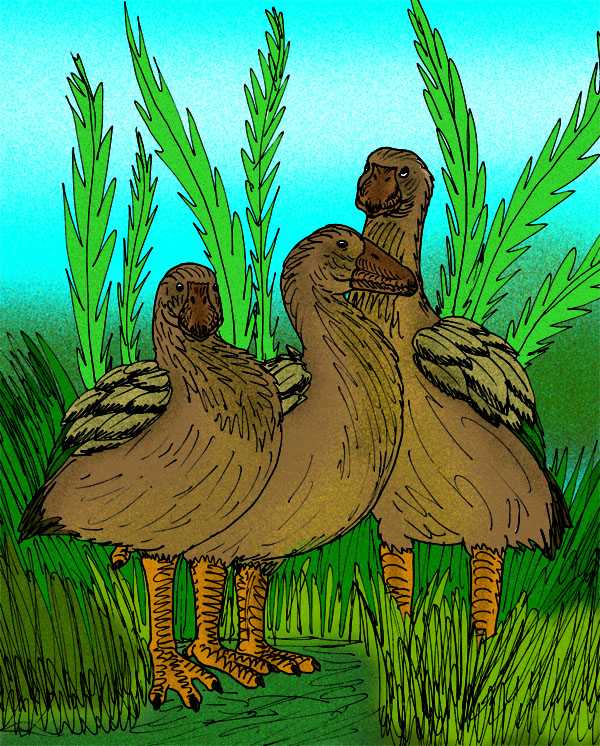
Recreació de T. xanion
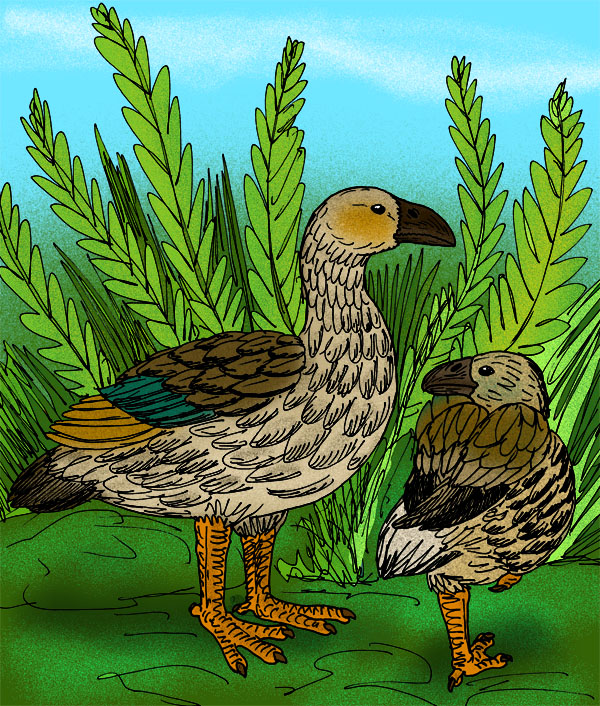
Recreació de T. chauliodous i Ptaiochen pau

Les restes de la primera espècie van ser trobades a Maui i Molokai, mentre que l'altra va ser trobada a Oahu, totes dues a Hawaii. Aquestes aus eren ànecs grans no voladors, amb potes robustes i petites ales, que van evolucionar en aïllament en illes on no hi havia mamífers terrestres. Els seus becs posseïen làmines serrades (similars a dents) i la seva dieta consistia de plantes que digerien a través de fermentació. Probablement aquestes aus es van extingir quan les illes van ser colonitzades pels pobles polinesis.